# Sphaeronella minuta
Sphaeronella minuta is een eenoogkreeftjessoort uit de familie van de Nicothoidae. De wetenschappelijke naam van de soort is voor het eerst geldig gepubliceerd in 1904 door T. Scott.